# Heinrich von Coudenhove-Kalergi

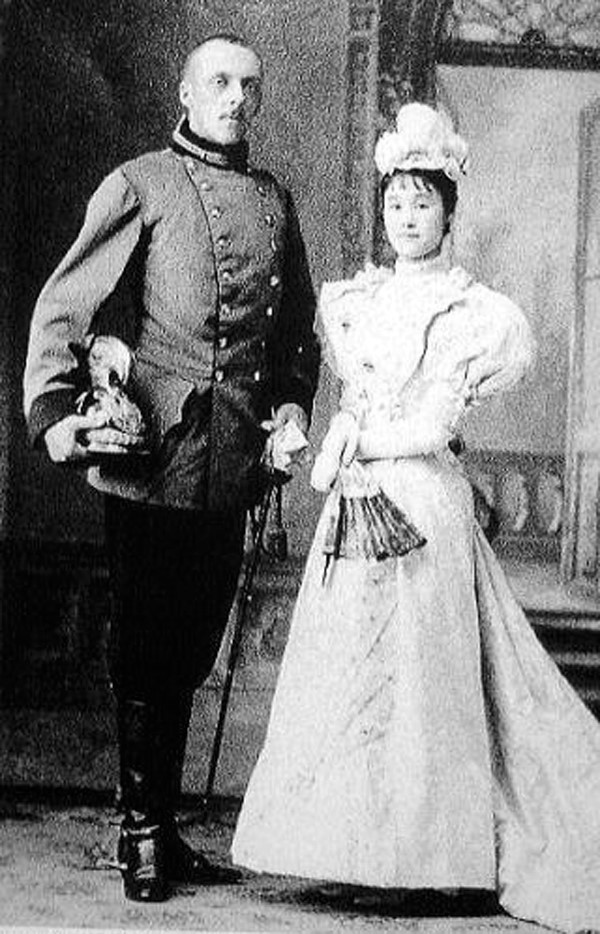
Huwelijksportret van Heinrich von Coudenhove en Mitsuko Aoyama uit 1892

Graaf Heinrich von Coudenhove, vanaf 1903 graaf von Coudenhove-Kalergi (Wenen, 12 oktober 1859 - Ronsperg, 14 mei 1906), was een Oostenrijks-Hongaars diplomaat. Hij stamde langs vaderskant uit het Boheemse, doch uiteindelijk uit Brabant afkomstige, geslacht Coudenhouve en langs moederskant uit het Byzantijns-Kretenzische adelsgeslacht Kalergi.

## Biografie
Hij was de zoon van veldmaarschalk-luitenant Maximilian Coudenhove. Na zijn rechten- en filosofiestudies en zijn aansluitende doctoraat, vulde Coudenhove diplomatieke posten in in Athene, Rio de Janeiro, Constantinopel en Buenos Aires. Nadien werd hij Oostenrijks-Hongaars chargé d’affaires in Japan. Tijdens deze periode, waarin hij zich intensief op het boeddhisme toelegde, leerde hij zijn latere vrouw Mitsuko (1874–1941) kennen, met wie hij in 1892 trouwde. Uit dit huwelijk kwamen zeven kinderen voort, waaronder Richard Coudenhove-Kalergi, de oprichter van de Paneuropese Unie.

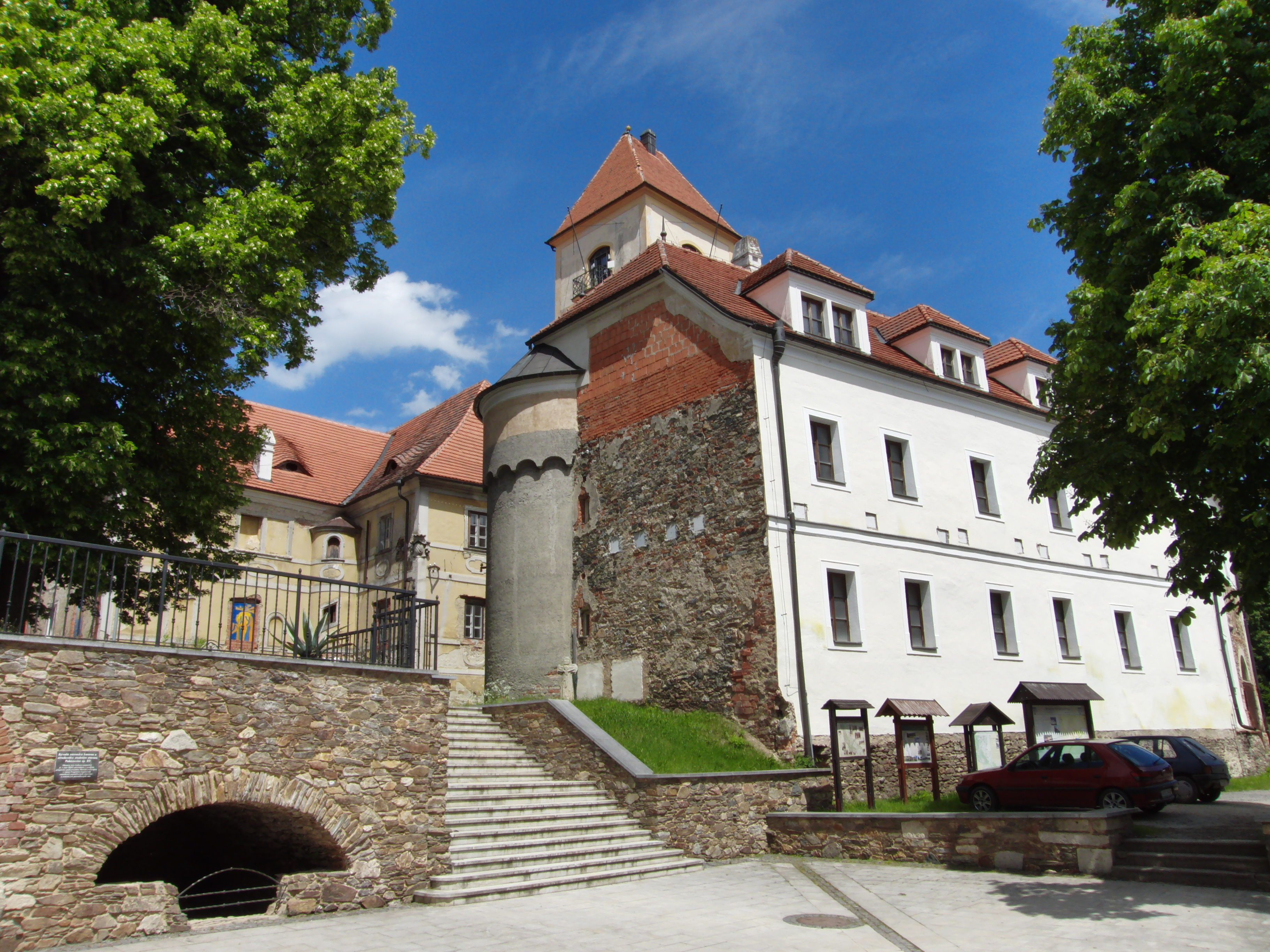
Kasteel Ronsperg

Hoewel hij een terugkeer naar Oostenrijk-Hongarije had uitgesloten, moest Coudenhove na de dood van zijn vader uit de diplomatieke dienst treden om het beheer van de familiale inkomsten over te nemen. Op het kasteel Ronsperg in West-Bohemen richtte hij een omvangrijke bibliotheek in, die hij toewijdde aan boeken over filosofie, ethiek, religie, mystiek en kerk- en religiegeschiedenis. Daarenboven legde hij een grote verzameling aan over het jodendom en het antisemitisme. Hij stierf op 46-jarige leeftijd aan een hartinfarct. Zijn bibliotheek is echter tot op heden bewaard gebleven en wordt beheerd door het Nationaal Museum van Praag.
Coudenhouve was een polyglot, die 16 talen sprak, waaronder ook Turks, Arabisch, Hebreeuws en Japans.